# Peridela
Peridela là một chi bướm đêm thuộc họ Geometridae.